# Selena: la serie (banda sonora)
Selena: la serie es la banda sonora de la serie original de Netflix, Selena: la serie, protagonizado por Christian Serratos.

## Lista de canciones
| N.º | Título                              | Productor (es)   | Duración |  |
| 1.  | «Como La Flor»                      | A.B. Quintanilla | 3:04     |  |
| 2.  | «Dame Un Beso»                      | A.B. Quintanilla | 3:53     |  |
| 3.  | «La Bamba»                          | A.B. Quintanilla | 3:54     |  |
| 4.  | «Quiero»                            | A.B. Quintanilla | 3:13     |  |
| 5.  | «Terco Corazón»                     | A.B. Quintanilla | 2:50     |  |
| 6.  | «Yo Fui Aquella»                    | A.B. Quintanilla | 3:04     |  |
| 7.  | «My Love»                           | A.B. Quintanilla | 3:48     |  |
| 8.  | «Besitos»                           | A.B. Quintanilla | 2:23     |  |
| 9.  | «Sukiyaki»                          | A.B. Quintanilla | 2:59     |  |
| 10. | «Ámame, Quiéreme»                   | A.B. Quintanilla | 2:51     |  |
| 11. | «I Could Fall In Love»              | A.B. Quintanilla | 4:39     |  |
| 12. | «Enamorada De Ti»                   | A.B. Quintanilla | 4:01     |  |
| 13. | «Baila Esta Cumbia»                 | A.B. Quintanilla | 2:54     |  |
| 14. | «Buenos Amigos» (con Álvaro Torres) | A.B. Quintanilla | 4:44     |  |
| 15. | «Ven Conmigo»                       | A.B. Quintanilla | 2:28     |  |
| 16. | «La Carcacha»                       | A.B. Quintanilla | 4:10     |  |
| 17. | «No Quiero Saber»                   | A.B. Quintanilla | 2:57     |  |
| 18. | «Yo Te Amo»                         | A.B. Quintanilla | 3:41     |  |
| 19. | «Qué Creías»                        | A.B. Quintanilla | 3:35     |  |
| 20. | «Ámame»                             | A.B. Quintanilla | 3:41     |  |